# Muscatine
Muscatine és una ciutat i seu del Comtat de Muscatine a l'estat d'Iowa dels Estats Units d'Amèrica.

## Demografia
Segons el cens del 2006 tenia 22.719 habitants. Segons el cens del 2000, Muscatine tenia 22.697 habitants, 8.923 habitatges, i 6.040 famílies. La densitat de població era de 520,4 habitants/km².
Dels 8.923 habitatges en un 33,4% hi vivien nens de menys de 18 anys, en un 52,7% hi vivien parelles casades, en un 11% dones solteres, i en un 32,3% no eren unitats familiars. En el 27,4% dels habitatges hi vivien persones soles l'11,4% de les quals corresponia a persones de 65 anys o més que vivien soles. El nombre mitjà de persones vivint en cada habitatge era de 2,49 i el nombre mitjà de persones que vivien en cada família era de 3,04.
Per edats la població es repartia de la següent manera: un 26,4% tenia menys de 18 anys, un 9,2% entre 18 i 24, un 28,6% entre 25 i 44, un 21,9% de 45 a 60 i un 14% 65 anys o més.
L'edat mediana era de 36 anys. Per cada 100 dones de 18 o més anys hi havia 90,2 homes.
La renda mediana per habitatge era de 38.122 $ i la renda mediana per família de 45.366 $. Els homes tenien una renda mediana de 36.440 $ mentre que les dones 23.953 $. La renda per capita de la població era de 19.483 $. Entorn del 8% de les famílies i el 10,9% de la població estaven per davall del llindar de pobresa.

## Poblacions properes
El següent diagrama mostra les poblacions més properes.

## Ciutat agermanada
Ludwigslust (Mecklemburg-Pomerània Occidental)